# 南疆黄耆
南疆黄耆（学名：Astragalus nanjiangianus）是豆科黄芪属的植物，是中国的特有植物。分布于中国大陆的新疆等地，生长于海拔2,500米至3,200米的地区，一般生于河边、草原和干草原渠沟低洼地方，目前尚未由人工引种栽培。